# Мурче-Хорт
Мурче-Хорт  (от перс. «мурче» — букв.: муравей) — деревня в центральном округе шахрестана Борхар-о Мейме, который располагается в остане Исфахан. Её население, по переписи октября 2011 г., составило 1355 человек, или 383 домохозяйства (в одном домохозяйстве проживает 3,5 человек, что находится на уровне среднего значения по Ирану). Будучи очень небольшим населенным пунктом, Мурче-Хорт, тем не менее, имеет очень большое культурно-историческое значение.

## Географическое положение
Деревня расположена на высоте 1670 м над уровнем моря, в 45 км к северу от Исфахана, на автостраде Исфахан-Тегеран. На исфаханском диалекте она носит название «Мурче-Хор». К северу от деревни располагается город Мейме, к югу — город Шахиншехр, на востоке от неё находятся горы Кяргяс-э Натанз, а на западе — крупный город Неджефабад, пригород Исфахана.

## История
Мотивы наименования «Мурче-хорт» точно неясны, как неясен и её возраст. Некоторые специалисты, объясняя мотивы наименования и этимологию деревни, пишут, что это словосочетание произносят двумя способами. Некоторые люди её называют «Мурче-хорт», некоторые — «Мурче-хвар». Учитывая, какой смысл вкладывали иранцы-зороастрийцы в то, что называли деревни или места именем «Мур» или «Мурт», они пришли к выводу, что, поскольку они считали хорошим делом борьбу с муравьями, то смысл в наречении имени «Мурче-Хорт» заключался в том, что они хотели подчеркнуть, что в упомянутом месте нет муравьев. В соборной мечети Исфахана есть несколько плиток, на которых упомянуто название данной деревни, в том числе в фирмане шаха Тахмаспа Первого, где он прощал Исфахану и его окрестностям недоимку в размере 2 тыс. туманов, а также в другом фирмане того же самого падишаха 971 года хиджры (1592/93 гг.), где говорится об облегчении налогового бремени для гильдий мастеров Исфахана. В каждом из этих двух фирманов имя деревни написано как «Мурче-хорт», а не «Мурче-хвар». О посещении этой крепости в своих записках упоминал известный французский купец и востоковед XVII века Жан-Батист Тавернье. Важнейшее историческое событие, произошедшее в районе деревни — победа персидского войска Надир-шаха Афшара над завоевателями-афганцами Ашраф-шаха в 1729 г., после чего они были вынуждены покинуть Исфахан. Решающую битву этого сражения, принесшую освобождение Исфахану от афганского гнета, исфаханцы долго помнили и передавали рассказы о ней из поколения в поколение.

## Историческая крепость Мурче-Хорт
Эта крепость имеет уникальный характер с точки зрения архитектуры. У неё есть 5 мощных сторожевых башен, располагающихся вокруг основного укрепления; внутри крепости расположена гробница Имамзаде-Али с бирюзовым куполом. Есть также разнообразные навесы, где люди спасаются от жары. В крепости также находятся главный рынок с лавками, женские и мужские бани, на юге крепости размещены религиозные помещения: мечеть и хосейнийе. Все это свидетельствует, что когда-то она была весьма оживленным и процветающим местом. Но к 1975 г. в этой крепости проживало всего 25 домохозяйств. Труднодоступность крепости и отсутствие необходимых жизненных удобств привели к тому, что они покинули это место. Сейчас там живёт только одна семья. К тому же неблагоприятные климатические условия приводят к постепенному разрушению крепости. Но недавно силами локальных организаций по развитию туризма и жилищных кооперативов при поддержке местных властей начался полномасштабный проект по реставрации крепости.